# 20Century's Magic
『20Century's Magic』（トゥエンティ・センチュリーズ・マジック）は、20世紀Jr.の1枚目のオリジナル・アルバム。1988年11月25日に徳間ジャパンコミュニケーションズよりリリース。

## 解説
20世紀Jr.のファーストアルバム。デビューシングル「シリアス」、2ndシングル「Song For You」が収録されている。サウンドプロデュースは大村憲司とロックバンド『安全地帯』の矢萩渉。
2ndシングル「Song for you」と同日リリースされた。

## 収録曲
1. Tell Me True
2. 危険な関係
3. シリアス
作詞：高埜秀一、篠原仁志 / 作曲：高埜秀一 / 編曲：大村憲司
4. -20℃
5. Song For You
作詞：篠原仁志 / 作曲：徳永英明 / 編曲：大村憲司
  - ワーナー・ランバート「トフィール」CMソング
6. 立ち止まるブルー
7. ずっとずっとMY MIND
8. パントマイムの夜
9. SQUALL
10. Side-Seat Lovers
作詞：篠原仁志 / 作曲：土橋雅樹 / 編曲：大村憲司